# Psychotria baillonii
Psychotria baillonii är en måreväxtart som beskrevs av Rudolf Schlechter. Psychotria baillonii ingår i släktet Psychotria och familjen måreväxter. Inga underarter finns listade i Catalogue of Life.